# Eupithecia mayeri
Eupithecia mayeri är en fjärilsart som beskrevs av Mann 1853. Eupithecia mayeri ingår i släktet Eupithecia och familjen mätare. Inga underarter finns listade i Catalogue of Life.